# نیکو گوردون
نیکو گوردون (انگلیسی: Nico Gordon؛ زادهٔ ۲۸ آوریل ۲۰۰۲) بازیکن فوتبال است.
از باشگاه‌هایی که در آن بازی کرده‌است می‌توان به باشگاه فوتبال بیرمنگام سیتی اشاره کرد.